# 長生寺
長生寺（ちょうしょうじ）は、山梨県都留市下谷に所在する寺院。曹洞宗の寺院で山号は大儀山。戦国期の郡内領主小山田氏、近世期の領主鳥居氏、谷村藩主秋元氏の菩提寺。
所在する都留市下谷は山梨県東部の郡内地方に位置する。近辺には郡内領主小山田氏の居館である中津森館跡や小山田氏の菩提寺である桂林寺、用津院などが分布している。

## 歴史
室町時代の文明元年（1469年）に甲斐国守護・武田信昌を開祖として創建される。戦国期に小山田信有（出羽守）が寺領を寄進し、中興開山となる。三世住職の融山宗祝（ゆうざんそうしゅく）は曹洞宗雲岫派の僧で、鷹岳宗俊の弟子となり紫衣と「一道光円」の禅師号を賜った。六世の笑伝宗咄（しょうでんそうせつ）も鷹岳宗俊の弟子で、天正10年（1582年）に紫衣と「恵光」の禅師号を賜っている。江戸期の元和4年（1618年）に諸堂が焼失し、鳥居成次により七堂伽藍が再建される。
小山田信有（出羽守、契山存心）の肖像や鎌倉末・南北朝期の釈迦三尊十六善神像、鳥居成次の寄進した狩野光信周辺の絵師により描かれたと考えられている龍虎梅竹図屏風などが伝来する。
戦国期の小山田氏当主は初代信有（越中守）、二代信有（出羽守）、三代信有（弥三郎）、四代信茂がおり、長生寺に伝来する小山田信有画像は初代信有に比定されていたが、『高野山引導院過去帳』に拠れば二代信有の法名は「長生寺殿契山存心大禅定門」で、画像の修補銘には「契山存心」と記されていることから、画像は二代信有であると考えられている。画像は髪際が後退し、髭には白髪が混じり初老の風貌として描かれている。